# The Life Line
The Life Line is een Amerikaanse avonturenfilm uit 1919 onder regie van Maurice Tourneur. Het scenario is gebaseerd op het toneelstuk The Gypsy Earl (1898) van de Britse auteur George R. Sims.

## Verhaal
Jack Hearne is de zoon van een zigeunermoeder en een vermogende, Engelse vader. Hij zwerft liever de wereld rond dan zijn deel van de erfenis op te eisen. Wanneer zijn halfbroer Phillip Royston lucht krijgt van zijn bestaan, gaat hij op zoek naar een akte die de afstamming van Hearne kan bewijzen. Dat document is gestolen door twee boeven, die het aan Hearne hebben gegeven. Hearne wil intussen gaan samenwonen met Ruth Beckett. Ze reizen daarom samen naar de Verenigde Staten om er bewijsmateriaal te zoeken voor zijn afstamming. Daarmee wil Hearne aanspraak maken op het landgoed van zijn vader. Royston reist hen achterna.

## Rolverdeling
| Acteur         | Personage       |
| -------------- | --------------- |
| Jack Holt      | Jack Hearne     |
| Wallace Beery  | Bos             |
| Lew Cody       | Phillip Royston |
| Tully Marshall | Joe Heckett     |
| Seena Owen     | Laura           |
| Pauline Starke | Ruth Heckett    |